# UTC+13:45

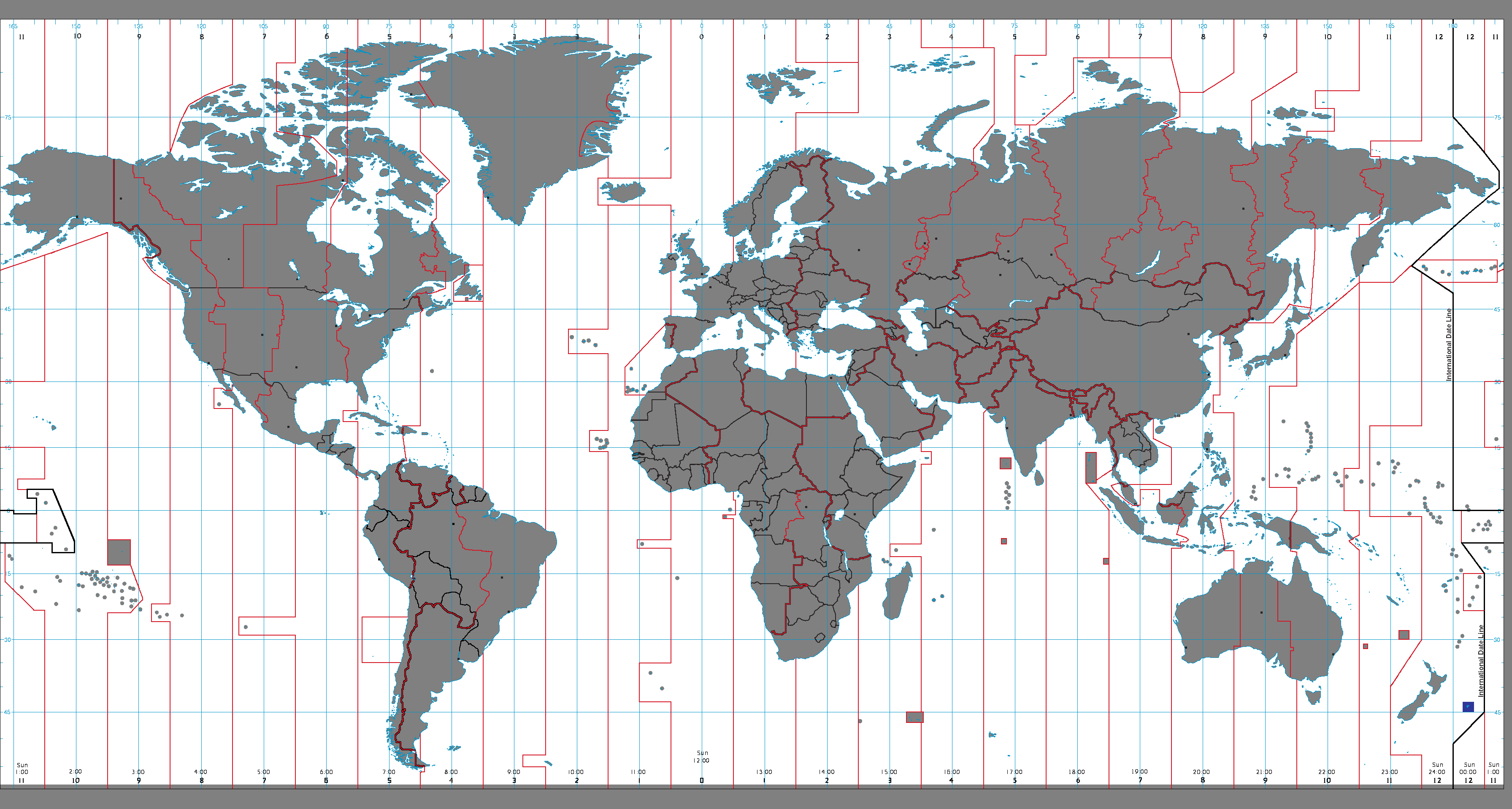
UTC+13:45

UTC+13:45 (M‡ – Montana‡) – strefa czasowa, odpowiadająca czasowi słonecznemu południka 153°45'W.
Czas UTC+13:45 jest używany jedynie jako czas letni.

## Czas letni na półkuli południowej
Australia i Oceania:
- Nowa Zelandia (Wyspy Chatham)